# Лома Линда Ист (округ Стар, Тексас)
Лома Линда Ист (енгл. Loma Linda East, Starr County) насељено је место без административног статуса у америчкој савезној држави Тексас.

## Демографија
По попису из 2010. године број становника је 44.
| Група             | 2000.    | 2010.      |
| Белци             | 0 (0,0%) | 20 (45,5%) |
| Афроамериканци    | 0 (0,0%) | 0 (0,0%)   |
| Азијати           | 0 (0,0%) | 0 (0,0%)   |
| Хиспаноамериканци | 0 (0,0%) | 24 (54,5%) |
| Укупно            | 0        | 44         |